# Kallocain (TV-serie)
Kallocain är en svensk TV-teaterfilm i två delar från 1981, regisserad av Hans Abramson. Filmen bygger på romanen Kallocain av Karin Boye och i rollen som Leo Kall ses Sven Wollter och som hans hustru Linda Helena Brodin. Filmen sändes i Sveriges Television den 24 och 25 november 1981.

## Rollista
- Bertil Anderberg – domare
- Helena Brodin – Linda
- Lena Brogren – Kadidja Kappori
- Gunnel Broström – Lavris
- Lena Brundin – medlem nummer tre
- Ernst Günther – Tuareg
- Gerd Hegnell – modern
- Sven-Olof Jansson – medlem nummer 2
- Åke Lagergren – Karek
- Evert Lindkvist – medlem nummer 1
- Alf Nilsson – vittne
- Gunilla Nyroos – medlem nummer 4
- Barbro Oborg – hushållsarbetare
- Per Oscarsson – Nr. 135
- Ulf Qvarsebo – Edo Rissen
- Wiveka Warenfalk – blind följeslagare
- Måns Westfelt – doktor
- Sven Wollter – Leo Kall
- Sonny Johnson – Uppläsare